# John McLaughlin (Politiker)
John McLaughlin (* 8. Januar 1849 im Cornwall Township, Ontario; † 4. Juni 1911 in Avonmore, Ontario) war ein kanadischer Politiker der Conservative Party of Ontario.

## Leben
John McLaughlin war der Sohn irischer Einwanderer aus dem County Antrim. Nachdem er im Cornwall Township, dem heutigen South Stormont, aufgewachsen war, zog er nach Avonmore im Roxborough Township. Dort betätigte er sich als Farmer sowie im Bauholzgewerbe. Am 28. Juni 1872 heiratete er Jennett Runions.
Zwischen 1885 und 1886 fungierte McLaughlin als stellvertretender Reeve des Roxborough Township; außerdem hatte er mehrere Jahre den Vorsitz der örtlichen Liberal-Conservative Association inne. Am 1. März 1898 zog er als Vertreter der Konservativen für den Wahlbezirk Stormont in die Legislativversammlung von Ontario ein, nachdem er sich zuvor bei den Wahlen gegen A. F. Mulhern von der Liberal Party durchgesetzt hatte. Er gehörte dem Provinzparlament bis zum 19. April 1902 an; dann zog er sich aus der Politik zurück.